# 篠田次助
篠田 次助 (1877年9月17日 - 没年不詳) は、日本の陸軍軍人。最終階級は陸軍中将。

## 来歴

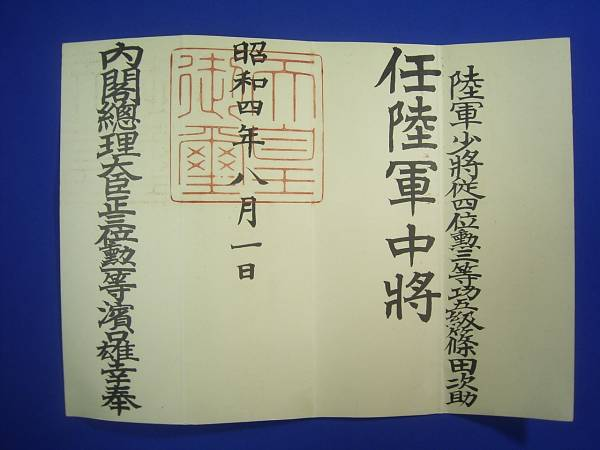
篠田次助の陸軍中将進級沙汰書

- 1877年9月17日、静岡県城東郡池新田村（現在の御前崎市）の農家に生まれる。法学者・拓務官僚の篠田治策は兄にあたる。
- 1898年11月25日　陸軍士官学校(10期)卒業
- 1899年6月27日　陸軍歩兵少尉任官
- 1908年　陸軍大学校第20期卒業
- 1919年7月25日　陸軍歩兵大佐昇進、23代近衛歩兵第1連隊長に任官。
- 1921年7月20日 第3師団参謀長
- 1923年8月6日 陸軍少将昇進
- 1926年3月2日 近衛歩兵第2旅団長
- 1929年8月1日 陸軍中将昇進、台湾守備隊司令官に任官。
- 1930年8月1日 待命
- 1930年8月29日 予備役編入

## 親族
- 兄　篠田治策(法学者、拓務官僚)
- 従兄弟　鈴木梅太郎(化学者)